# Perry County, Kentucky
Perry County är ett administrativt område i delstaten Kentucky, USA. År 2010 hade countyt 28 712 invånare. Den administrativa huvudorten (county seat) är Hazard. 

## Geografi
Enligt United States Census Bureau så har countyt en total area på 887 km². 886 km² av den arean är land och 1 km² är vatten.  

### Angränsande countyn
- Breathitt County - norr
- Knott County - nordost
- Letcher County - sydost
- Harlan County - söder
- Leslie County - väst
- Clay County & Owsley County - nordväst